# Герб Алмодовара
Ге́рб Алмодова́ра — офіційний символ містечка Алмодовар, Португалія. Використовується як територіальний герб. У срібному щиті малий чорний щит, на якому зображено золотий замок із трьома баштами, червоними вікнами і брамою. У срібній облямівці навхрест чотири чорні бджоли із золотим контуром. Між бджолами розташовані чотири зелені жолуді з листям і черешками. Щит увінчує срібна мурована містечкова корона з чотирма вежами.  Під щитом біла стрічка, на якій великими літерами напис португальською: «vila de Almodôvar» (містечко Алмодовар).  Офіційно затверджений 5 квітня 1938 року.  

## Галерея

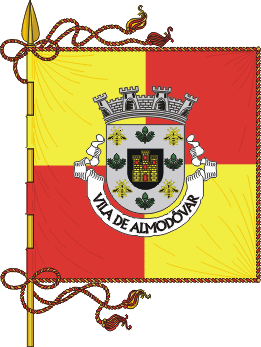
Прапор